# The Horowhenua Chronicle
The Horowhenua Chronicle ist eine lokale Tageszeitung in Neuseeland. Ihr Einzugsgebiet liegt im südlichen Teil der Nordinsel in der Region Manawatu-Wanganui. Die Zeitung hat ihren Sitz in Levin.

## Geschichte
1893 gründete William C. Nation mit seinem Sohn Charles in Shannon den Manawatu Farmer and Horowhenua County Chronicle. Drei Jahre später kam 1896 der Politiker und Investor Joseph Ivess nach Levin und gründete den Manawatu Express and Horowhenua County Advertiser. Ivess verkaufte das Blatt aber kurze Zeit später wieder und wurde nach dem Besitzerwechsel von der Nation-Familie aufgekauft und mit ihrem Blatt zum Manawatu Farmer fusioniert. Nach einer gerichtlichen Auseinandersetzung mit ihrem Chefredakteur und Manager, David S. Papwort verkaufte Nation schließlich das Blatt 1909 an Papwort, der es in Horowhenua Daily Chronicle umbenannte.
1960 wurde die Zeitung von der United Publishing and Printing Company (UPP) aufgekauft und ging 1985 an Wilson & Horton, die die UUP übernahmen. 1995 kaufte sich die Independent Newspapers als Hauptanteilseigner von Wilson & Horton ein und übernahm das Unternehmen im April 1998 ganz. 2001 wechselten noch einmal die Besitzverhältnisse zu APN News & Media Limited (APN) und 2008 stellte APN dann das Blatt von täglicher Erscheinungsweise auf zwei Mal die Woche um, mittwochs und samstags. Zudem wurde das Blatt kostenlos an alle Haushalte verteilt und finanziert sich seitdem über Anzeigen. Da das Blatt auch nicht mehr täglich erscheint, fehlt seitdem das Wort „Daily“ im Namen der Zeitung.

## Konzernzugehörigkeit
Der Horowhenua Chronicle befindet sich im Besitz der neuseeländischen NZME. Publishing Limited, die im Januar 2015 durch Umbenennung aus der APN Holdings NZ Limited hervorgegangen ist. Die NZME. Publishing Limited gehört über ein paar Firmenverknüpfungen der australische APN News & Media Limited, die wiederum Teil des irischen Medienkonzern Independent News & Media ist.

## Die Zeitung heute
Der Horowhenua Chronicle hatte 2012 eine durchschnittliche Verbreitung von 15.500 Lesern und erscheint als Morgenausgabe, mittwochs und freitags.